# Rhodanthidium acuminatum
Rhodanthidium acuminatum là một loài Hymenoptera trong họ Megachilidae. Loài này được Mocsáry mô tả khoa học năm 1884.